# هوندا ۱۳۰۰

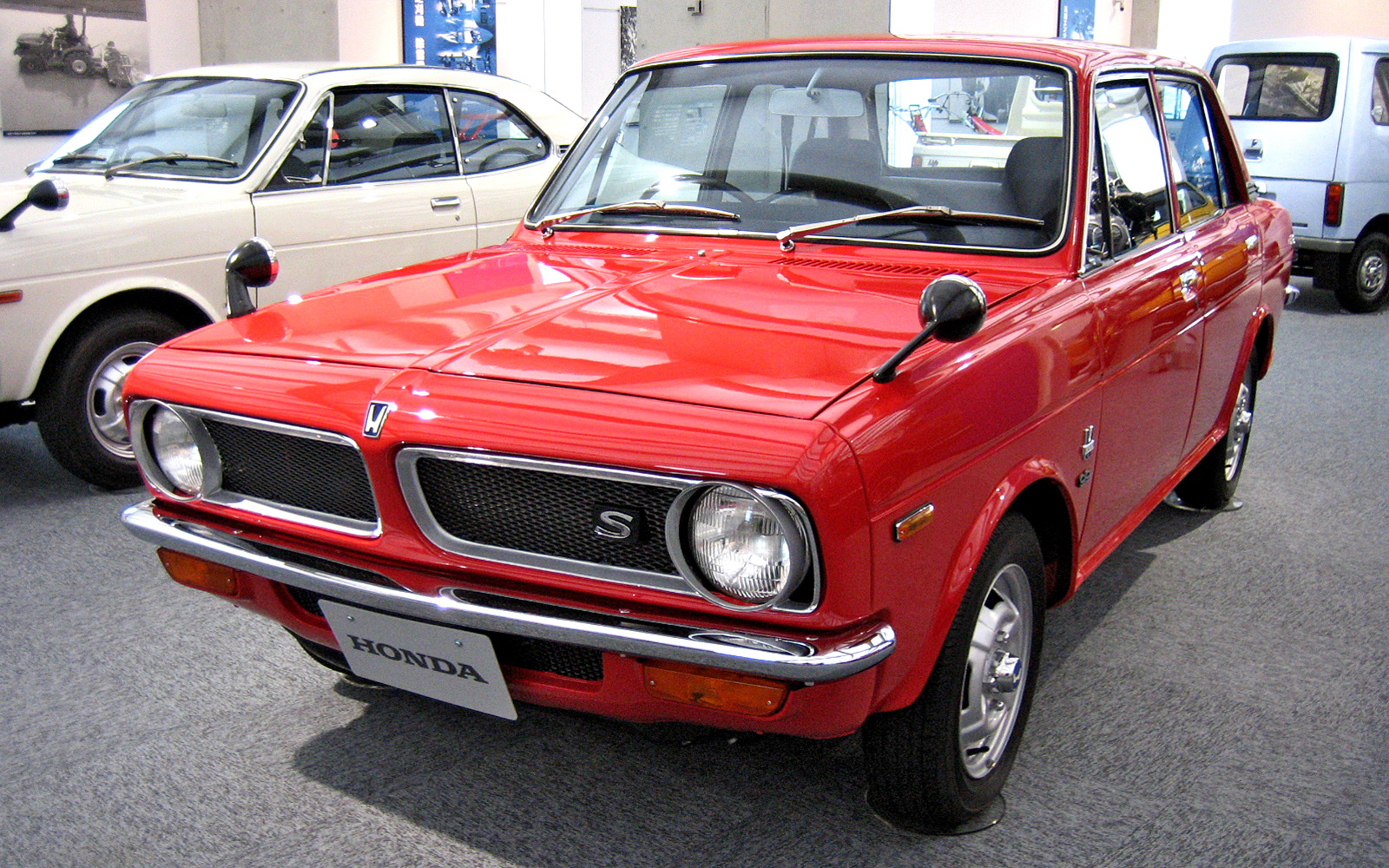

هوندا ۱۳۰۰ (به انگلیسی: Honda 1300) خودرویی است که در سال‌های ۱۹۶۹ تا ۱۹۷۳ توسط شرکت هوندا تولید شده‌است.
این خودرو در کلاس خودروی کامپکت قرار گرفته، طراحی آن موتور جلو-محور جلو بوده و طول آن در حالت طبیعی ۱۵۱٫۱۲۵ اینچ (۳٬۸۳۹ میلیمتر) و  عرض آن در حالت طبیعی ۵۷ اینچ (۱٬۴۴۸ میلیمتر) و  ارتفاع آن در حالت طبیعی ۵۳ اینچ (۱٬۳۴۶ میلیمتر)  است.
موتور آن ۱٬۲۹۸ سی‌سی و سیستم جعبه‌دندهٔ آن ۴ دنده به صورت دستی است.